# Simon Munyutu
Simon Munyutu, né le 27 décembre 1977 à Nakuru (Kenya) est un athlète français spécialisé en cross-country et courses de fond, notamment le marathon.

## Biographie
Né au Kenya en 1977, il intègre le 1er régiment étranger de la Légion étrangère à Aubagne. Il est ensuite incorporé (2 octobre 2007)  au 40e régiment d'artillerie à Suippes (Marne), au sein duquel il porte le grade de caporal.
Il a été naturalisé français le 23 février 2006. Il est licencié au club Clermont Athlétisme de Clermont-Ferrand, son entraîneur est Jean-François Pontier.
Sa compagne, la Kényane Martha Komu, également licenciée au club Clermont Athlétisme et de même entraîneur Jean-François Pontier, s’est distinguée au marathon de Paris en remportant l’épreuve féminine en 2 h 25 min 33 s en 2008. Elle aussi sélectionnée pour les JO de Pékin mais sous le drapeau kényan, elle terminera 5e de l'épreuve avec un chrono de 2 h 27 min 23 s.

## Palmarès
- 2004 : Champion du monde militaire par équipe de cross-country au Liban
- 2006 : Participation aux championnats du monde de course sur route (20 km) à Debrecen (Hongrie)
- 2007 : 
  - Champion de France militaire de cross-country à Pau (France)
  - Vice-champion de France de cross-country à Vichy (France)
  - Participation aux championnats du monde de cross-country à Mombassa (Kenya)
  - Participation aux championnats d'Europe de cross-country à Toro (Espagne)
- 2008 :
  - Champion d'Auvergne  de cross-country
  - 1er français au marathon de Paris, arrivé à la 11e place avec un chrono de 2 h 09 min 24 s (son record personnel), ce qui lui permit d'être qualifié pour les JO de Pékin.
  - Vainqueur des 10 km de Reims en 29 min 56 s.
- 2009 : 1er français aux championnats du Monde de Berlin, 32e avec un chrono de 2 h 17 min 53 s.
- 2011 :
  - Vainqueur des 10 km d'Andrézieux-Bouthéon en 31 min 50 s.
  - Vainqueur du Prix pédestre de Tergnier en 31 min 03 s.
  - 8e du Marathon de Berlin en 2 h 14 min 20 s.
- 2012 : Vainqueur des Foulées Rethéloises (10 km) en 31 min 01 s.
- 2014 : Champion d'Auvergne  de cross-country
- 2015 : 
  - Vainqueur du Marathon d'Albi en 2 h 22 min 54 s.
  - 7e mondial du Wings for Life World Run, vainqueur de l'épreuve française à Rouen, avec 73km510.
- 2017 : Vainqueur du Marathon d'Albi en 2 h 26 min 07 s.

## Jeux olympiques
- 2008 : Simon Munyutu est le seul marathonien français en lice aux Jeux olympiques de Pékin dans la course masculine. Il s'est qualifié en avril lors du marathon de Paris, qu'il a terminé à la 11e place.
Le jour de la course, dimanche 24 août 2008, il se place dans les dix premiers au départ, puis rétrograde à partir du 30e kilomètre, il finit à la 57e place en 2 h 25 min 50 s.

## Sources
- http://pekin.franceolympique.com/pekin/athletes/3/munyutu-28483.html
- http://www.sports.fr/jo-2008/athletisme/simon-munyutu.html
- http://www.sports.defense.gouv.fr/ftp/Pekin%20Munyutu.pdf